# Discovery Inc.
A Discovery Inc. (korábban Discovery Communications) egy nemzetközi médiavállalat, mely 1985-ben jött létre, akkor egyetlen csatornát működtetett, a Discovery Channelt. A cég jelenleg 27 márkanév alatt több mint 100 csatornát üzemeltet 180 országban, 35 nyelven, csaknem 1,5 milliárd előfizető részére.
A Discovery Communications saját gyártású produkciókat és más produkciós cégek anyagait is sugározza. A cég által működtetett csatornák közé tartozik többek között a Discovery Channel mellett az Animal Planet, a Discovery Science, a DTX, a TLC és az Investigation Discovery is.
2015 óta a céghez tartoznak az Eurosport csatornái is.
2018-ban Discovery Inc.-re módosult a vállalat neve.